# Arachnodes globuloides
Arachnodes globuloides là một loài bọ cánh cứng trong họ Bọ hung (Scarabaeidae).